# Finále nizozemského fotbalového poháru 2013/2014
Finále nizozemského fotbalového poháru 2013/2014 se odehrálo 20. dubna 2014 na stadionu De Kuip v Rotterdamu. Střetly se v něm týmy PEC Zwolle a AFC Ajax.
Utkání bylo v úvodu na několik minut přerušeno, příznivci Ajaxu začali na hřiště házet světlice. Na hrací plochu vkráčel bývalý fotbalový brankář Edwin van der Sar, legenda Ajaxu a Manchesteru United, chopil se mikrofonu a fanouškům důrazně domluvil. Varoval je, že zápas bude ukončen. Za svůj projev byl vytleskán, vášně opadly a střetnutí se dohrálo v relativním poklidu.
O poločase byl stav 4:1 pro tým PEC Zwolle, který nakonec soupeře porazil konečným výsledkem 5:1. Dva góly za Zwolle vstřelili Novozélanďan Ryan Thomas a Nizozemec Guyon Fernandez, jeden přidal Bram van Polen. Za Ajax skóroval Ricardo van Rhijn. Bylo to 1. celkové vítězství PEC v této pohárové soutěži.

## Detaily zápasu
| 20. duben 2014 18:00 SELČ                       |               |              |                                                         |
| PEC Zwolle                                      | 5 : 1 (4 : 1) | Ajax         | De Kuip, Rotterdam diváci: 42 500 rozhodčí: Bas Nijhuis |
| Thomas 8', 12' Fernandez 22', 34' Van Polen 50' | Report        | 3' Van Rhijn | De Kuip, Rotterdam diváci: 42 500 rozhodčí: Bas Nijhuis |

| PEC Zwolle | Ajax |

| PEC Zwolle: |    |                       |     |
|             |    |                       |     |
| GK          | 1  | Diederik Boer         |     |
| RB          | 2  | Bram van Polen        | 24' |
| CB          | 4  | Maikel van der Werff  |     |
| CB          | 14 | Joost Broerse         | 71' |
| LB          | 5  | Bart van Hintum       |     |
| CM          | 22 | Kamohelo Mokotjo      |     |
| CM          | 43 | Mateusz Klich         |     |
| AM          | 11 | Jesper Drost          |     |
| RW          | 6  | Mustafa Saymak        | 64' |
| CF          | 18 | Guyon Fernandez       |     |
| LW          | 30 | Ryan Thomas           | 83' |
| Náhradníci: |    |                       |     |
| GK          | 16 | Kevin Begois          |     |
| DF          | 3  | Darryl Lachman        | 71' |
| DF          | 38 | Giovanni Gravenbeek   | 83' |
| MF          | 10 | Stefan Nijland        |     |
| FW          | 7  | Furdjel Narsingh      | 64' |
| FW          | 8  | Athanasios Karagounis |     |
| FW          | 9  | Fred Benson           |     |
| Trenér:     |    |                       |     |
| Ron Jans    |    |                       |     |

| Ajax:         |    |                     |     |
|               |    |                     |     |
| GK            | 1  | Kenneth Vermeer     |     |
| RB            | 2  | Ricardo van Rhijn   |     |
| CB            | 4  | Niklas Moisander    | 54' |
| CB            | 24 | Stefano Denswil     |     |
| LB            | 15 | Nicolai Boilesen    |     |
| CM            | 18 | Davy Klaassen       |     |
| CM            | 17 | Daley Blind         | 24' |
| CM            | 25 | Thulani Serero      |     |
| RW            | 20 | Lasse Schöne        | 80' |
| CF            | 9  | Kolbeinn Sigþórsson |     |
| LW            | 11 | Bojan Krkić         | 54' |
| Náhradníci:   |    |                     |     |
| GK            | 22 | Jasper Cillessen    |     |
| DF            | 6  | Mike van der Hoorn  |     |
| DF            | 27 | Ruben Ligeon        |     |
| MF            | 5  | Christian Poulsen   | 54' |
| MF            | 8  | Lerin Duarte        |     |
| FW            | 34 | Lesly de Sa         | 54' |
| FW            | 43 | Ricardo Kishna      | 80' |
| Trenér:       |    |                     |     |
| Frank de Boer |    |                     |     |

| Asistenti rozhodčího: Rob van de Ven Charles Schaap Čtvrtý rozhodčí: Berry Simons Brankoví rozhodčí: Ed Janssen Jochem Kamphuis Delegát zápasu: ? Panoramatický záběr stadionu De Kuip během finále nizozemského fotbalového poháru 2013/2014. |